# Ceratonereis burmensis
Ceratonereis burmensis är en ringmaskart som först beskrevs av Monro 1937.  Ceratonereis burmensis ingår i släktet Ceratonereis och familjen Nereididae. Inga underarter finns listade i Catalogue of Life.